# Picard (kráter)
Picard je impaktní kráter nacházející se v západní části Mare Crisium (Moře nepokojů) na přivrácené straně Měsíce. Má průměr 23 km, pojmenován byl podle francouzského astronoma Jeana Picarda.
Východně leží malý kráter Curtis (dříve Picard Z), západně se nachází kráter Yerkes.

## Satelitní krátery
V okolí kráteru se nachází několik menších kráterů. Ty byly označeny podle zavedených zvyklostí jménem hlavního kráteru a velkým písmenem abecedy.
| Picard | Sel. šířka | Sel. délka | Průměr |
| ------ | ---------- | ---------- | ------ |
| K      | 9.7° S     | 54.5° V    | 8 km   |
| L      | 10.3° S    | 54.3° V    | 8 km   |
| M      | 10.3° S    | 54.0° V    | 9 km   |
| N      | 10.5° S    | 53.6° V    | 20 km  |
| P      | 8.9° S     | 53.7° V    | 7 km   |
| Y      | 13.2° S    | 60.1° V    | 6 km   |